# Залежність період — світність

Залежність період-світність для класичних цефеїд

Залежність період — світність (англ. period-luminosity relation) — співвідношення, що пов'язує світність пульсуючої змінної зорі і період її пульсації. Найвідомішою є залежність період — світність для класичних цефеїд. Її відкрила Генрієтта Свон Лівітт 1908 року й це дозволило застосувати цефеїди як стандартні свічки для вимірювання галактичних і позагалактичних відстаней.

## Історія

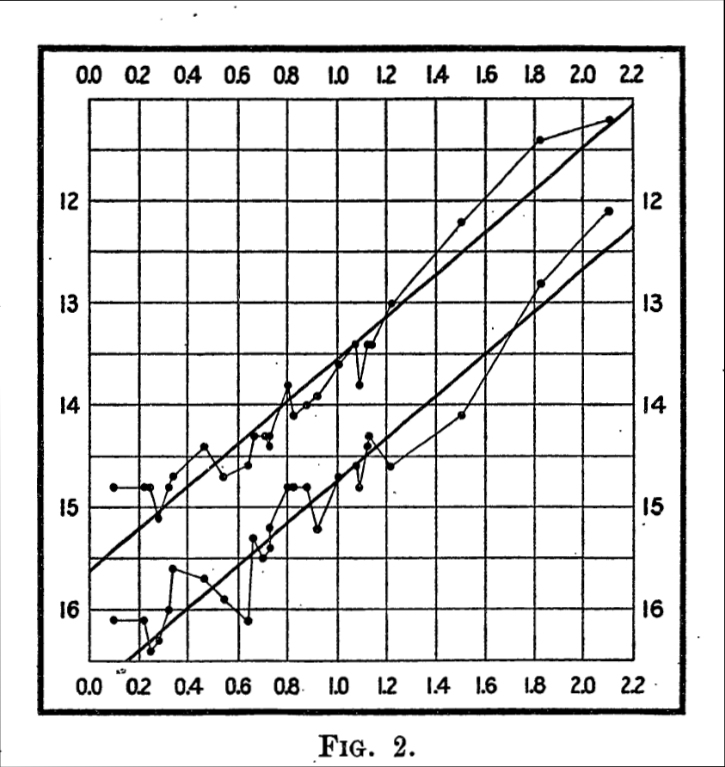
Графік з оригінальної статті Левіт 1912 року. Горизонтальна вісь — логарифм періоду цефеїди, а вертикальна вісь — її видима зоряна величина. Намальовані лінії відповідають мінімальному та максимальному блиску зір

Лівітт, випускниця Редкліфф-коледжу, працювала обчислювачем в Гарвардській обсерваторії. Вона займалася аналізом фотопластинок, вимірами та каталогізацією блиску зір. Директор обсерваторії, Едвард Чарльз Пікерінг, залучив Лівіт до дослідження змінних зір у Великій і Малій Магелланових Хмарах, спостереження яких проводилися на станції Гарвардської обсерваторії в Перу. Лівіт виявила 1777 змінних зір, 47 з яких віднесла до класу цефеїд. У 1908 році вона опублікувала результати в «Анналах астрономічної обсерваторії Гарвардського коледжу», зазначивши, що цефеїди з більшим блиском мають більший період пульсації. На основі цієї роботи, Лівітт ретельно досліджувала отримане співвідношення між періодом і яскравістю вибірки з 25 цефеїд Малої Магелланової Хмари. Результати аналізу вона виклала у статті, опублікованій 1912 року. Ця стаття була відправлена та підписана Пікерінгом, хоча в першому реченні зазначалося, що роботу підготувала міс Лівітт.
У статті 1912 року Лівітт зобразила зоряну величину об'єктів залежно від логарифму періоду та визначила, що «можна провести дві прямі лінії через точки, що відповідають максимумам та мінімумам блиску, тобто існує проста залежність між зоряною величиною цефеїд та їх періодом пульсації». За припущення, що всі цефеїди в Малій Магеллановій Хмарі розташовані приблизно на однаковій відстані, можна вважати, що видима зоряна величина відрізняється від абсолютної зоряної величини лише на константу, пов'язану з відстанню. Таке припущення дозволило Лівіт показати, що логарифм періоду пульсації лінійно пов'язаний із логарифмом середнього значення світності цефеїди в оптичному діапазоні.
Константа у цій лінійній залежності залишилась невідомою, оскільки відстань до Магелланових Хмар не було визначено. Лівітт висловлювала надію, що вдасться виміряти паралакси до деяких цефеїд. Роком пізніше Ейнар Герцшпрунг справді визначив відстані до кількох цефеїд Чумацького Шляху. Використовуючи їх для калібрування, можна було визначити відстань до будь-якої цефеїди з відомим періодом пульсації.
Залежність період — світність застосував Гарлоу Шеплі в 1918 для визначення відстаней до кулястих скупчень і абсолютних зоряних величин змінних зір у скупченнях. Тоді ще не було відомо, що є різниця у залежності період — світність для різних типів пульсуючих змінних зір, і всі такі зорі вважали цефеїдами. Відмінність відзначив Едвін Габбл у своїй праці 1931 року про кулясті скупчення навколо галактики Андромеди. Довгий час не вдавалося знайти вирішення проблеми, і тільки в 1950-і роки було показано, що цефеїди II типу населення систематично слабші за цефеїди I типу населення, а змінні типу RR Ліри ще слабші.

## Співвідношення
Залежність світності від періоду відома для кількох типів пульсуючих змінних зір: цефеїд І типу населення, цефеїд ІІ типу населення, зір типу RR Ліри, мірид та інших довгоперіодичних змінних зір.

### Класичні цефеїди

Залежність період-світність для різних типів цефеїд

Залежність період — світність для класичних цефеїд також іноді називають на честь першовідкривачки «законом Лівіт». Цю залежність калібрували багато астрономів протягом XX століття, починаючи з Герцшпрунга. У 2007 році було проведене калібрування на основі вимірювання тригонометричних паралаксів 10 найближчих до Сонця цефеїд за допомогою космічного телескопа «Габбл». У 2008 році астрономи ESO визначили відстань до цефеїди RS Корми з точністю 1 % за шляхом вимірювання світлової луни туманності, в яку занурена зоря, хоч цей результат оспорюється в низці статей.
Для цефеїд I типу населення існує наступне співвідношення між періодом пульсації P і середньою абсолютною зоряною величиною M v, отримане за даними про тригонометричних паралакси 10 найближчих до Сонця цефеїд:
{\displaystyle M_{\mathrm {v} }=(-2.43\pm 0.12)\left(\log _{10}P-1\right)-(4.05\pm 0.02)\,,}
де P вимірюється в добах. Також для обчислення відстані d до цефеїд можна використовувати таке співвідношення:
{\displaystyle 5\log _{10}{d}=V+3.34\log _{10}{P}-2.45(V-I)+7.52\,.}
або
{\displaystyle 5\log _{10}{d}=V+3.37\log _{10}{P}-2.55(V-I)+7.48\,.}
I та V є середніми значеннями видимої зоряної величини у ближній інфрачервоній та видимій частинах спектра.

## Вплив

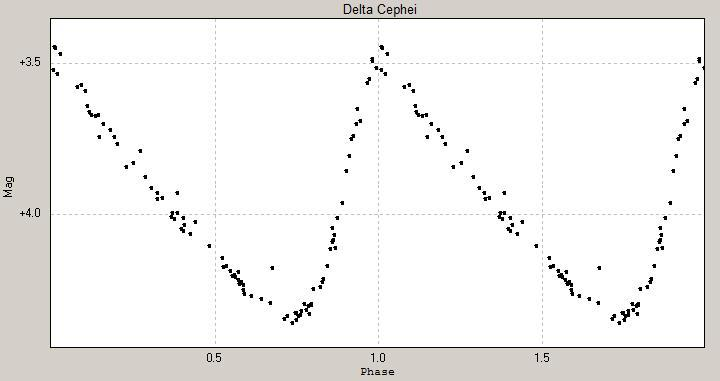
Фазова крива блиску змінної зорі Дельта Цефея.

Класичні цефеїди набагато яскравіші за Сонце (до 100000 разів), що дозволяє спостерігати їх на великих відстанях і робить їх гарними стандартними свічками. Таким чином, відкриття зв'язку між світністю та періодом пульсацій цефеїд дозволило дозволило використовувати їх для вимірювання відстаней до далеких об'єктів. Так Гарлоу Шеплі визначив відстані до кулястих скупчень і показав, що Сонце перебуває не в центрі Галактики, а Едвін Габбл визначив відстані до туманності Андромеди й показав, що «спіральні туманності» (у сучасному розумінні — галактики) розташовані поза Чумацьким Шляхом. Габбл вважав, що Лівітт заслуговувала на Нобелівську премію. 1924 року Лівітт номінували на звання члена Шведської академії наук, але вона померла за три роки до того.